# Bird City
Bird City és una població dels Estats Units a l'estat de Kansas. Segons el cens del 2000 tenia 482 habitants.

## Demografia
Segons el cens del 2000, Bird City tenia 482 habitants, 232 habitatges, i 128 famílies. La densitat de població era de 83,5 habitants per km².
Dels 232 habitatges en un 22,8% hi vivien nens de menys de 18 anys, en un 49,1% hi vivien parelles casades, en un 4,3% dones solteres, i en un 44,4% no eren unitats familiars. En el 43,1% dels habitatges hi vivien persones soles el 28,4% de les quals corresponia a persones de 65 anys o més que vivien soles. El nombre mitjà de persones vivint en cada habitatge era de 2,08 i el nombre mitjà de persones que vivien en cada família era de 2,88.
Per edats la població es repartia de la següent manera: un 23,9% tenia menys de 18 anys, un 3,7% entre 18 i 24, un 19,7% entre 25 i 44, un 19,1% de 45 a 60 i un 33,6% 65 anys o més.
L'edat mediana era de 48 anys. Per cada 100 dones de 18 o més anys hi havia 79 homes.
La renda mediana per habitatge era de 25.714 $ i la renda mediana per família de 32.589 $. Els homes tenien una renda mediana de 24.531 $ mentre que les dones 17.500 $. La renda per capita de la població era de 16.680 $. Entorn del 15% de les famílies i el 17,7% de la població estaven per davall del llindar de pobresa.

## Poblacions més properes
El següent diagrama mostra les poblacions més properes.